# Georgios Pikis
Georgios Pikis (Grieks: Γεώργιος Πίκης) (Larnaca, 22 januari 1939) is een Cypriotisch rechtsgeleerde. Sinds 1972 is hij rechter, waaronder sinds 1981 van het constitutionele gerechtshof van Cyprus. Verder was hij ad-hocrechter van het Europese Hof voor de Rechten van de Mens en fungeerde hij later als rechter van het Internationale Strafhof. Hij bracht verschillende juridische werken voort.

## Levensloop
Pikis studeerde rechten aan de Universiteit van Londen en behaalde daar in 1960 zijn 
Bachelor of Laws. Twee jaar later werd hij toegelaten tot de advocatuur door de advocatenkamer Gray's Inn en tot 1966 was hij praktiserend advocaat in zijn geboorteland.
Van 1972 tot 1981 was hij rechter en president van een regionale rechtbank en werd daarna rechter van het constitutionele hof. Hier werd hij in 1995 daarbij uitgeroepen tot president van het hof. Tussen 1993 en 1997 was hij daarnaast ad-hocrechter van het Europese Hof voor de Rechten van de Mens in Straatsburg. Verder was hij van 1996 tot 1998 lid van de VN-commissie tegen foltering. In 2003 trad hij aan als rechter van de beroepskamer van het Internationale Strafhof in Den Haag. Dit ambt oefende hij uit tot 2009.

## Werk (selectie)
- 1975: Criminal Procedure in Cyprus, als coauteur, Nicosia
- 1978, 2007: Sentencing in Cyprus, Nicosia
- 2006: Constitutionalism - Human Rights - Separation of Powers: The Cyprus Precedent, Leiden en Boston